# Roberts Suharevs
Roberts Suharevs (Sigulda, 27 gennaio 1970) è un ex slittinista lettone.
Prima della dissoluzione dell'Unione Sovietica (1991) ha gareggiato per la nazionale sovietica.

## Biografia
Iniziò a gareggiare per la nazionale sovietica nelle varie categorie giovanili, senza però ottenere risultati di particolare rilievo.
A livello assoluto esordì in Coppa del Mondo nella stagione 1989/90 e, dopo la dissoluzione dell'Unione Sovietica, fece parte della squadra lettone; conquistò il primo dei suoi tre podi in Coppa il 17 novembre 1991 nel doppio ad Altenberg in coppia con Aivars Polis, con il quale condivise tutti i suoi più importanti risultati.
Partecipò a tre edizioni dei Giochi olimpici invernali, tutte e tre le volte nella specialità biposto e sempre con un compagno differente: ad Albertville 1992 concluse all'undicesimo posto con Aivars Polis, a Lillehammer 1994 bissò l'undicesima posizione insieme ad Aivis Švāns ed a Nagano 1998 giunse tredicesimo in coppia con Dairis Leksis.
Prese parte altresì a sei edizioni dei campionati mondiali, raggiungendo come miglior risultato l'undicesimo posto nel doppio in due occasioni: a Calgary 1993 ed a Schönau am Königssee 1999, nonché la quinta posizione nella gara a squadre ad Altenberg 1996. Nelle rassegne continentali colse i suoi più importanti piazzamenti a Winterberg 1992 con la nona piazza nella specialità biposto e la quarta nella prova a squadre.
Si ritirò dalle competizioni al termine della stagione 2001/02, dopo non essere riuscito a qualificarsi per le Olimpiadi di Salt Lake City 2002.

## Palmarès

### Coppa del Mondo
- 3 podi (tutti nel doppio):
  - 1 secondo posto;
  - 2 terzi posti.